# トーマスタウン 新三郷
トーマスタウン 新三郷とは、ららぽーと新三郷内にある屋内型テーマパーク。

## 概要
2009年9月17日、ららぽーと新三郷の開業とともに開設。ナムコの子会社のプレジャーキャストによる開設で、屋内型は日本で初である。ショッピングセンターにテーマパークという特異な立地は、消費者の消費意欲低下により、ショッピングセンターを物を買う場所から滞在する場所へと、発想の転換を迫られたことによる。ららぽーと新三郷は武蔵野操車場の跡地に立地していることから、全体に元鉄道用地であることを意識させる作りとなっており、トーマスタウンもそうした仕掛けの一つとなっている。プレジャーキャストが過去に開業させた『こちら葛飾区亀有公園前派出所』や『クレヨンしんちゃん』に絡めたテーマパークでは、それぞれの作品の舞台である亀有や春日部に立地させるという関連付けがなされていたが、そうした流れにも沿った開設となった。
パーク内はアミューズメント、物販、飲食の3つのエリアに分かれる。内部では専用の通貨が使用され、児童はお金を使ってみる体験ができるほか、外国人スタッフによる英語の応対により知育の効果も狙っている。
2015年には改装を行い、アトラクションを増設した。

## アトラクション一覧
- トーマスシアタートレイン(4トーマス)

トーマスやパーシーの形をしたライドに乗り、トンネルの中に入る。トンネルの中では3分程度の映像を見ることができる。上映内容は季節によって変化する。
- ブレンダム・ドック(4トーマス)

バルストロードのあるプレイエリア。小学3年生までが利用可能だが、18歳以上の保護者の付き添い(無料)が必要。
- トーマスのくるくるカーニバル(3トーマス)

2015年11月の改装時に新設されたアトラクション。トーマス、パーシー、ジェームス、ヒロ、ゴードンに乗ってくるくる回る。
- ナップフォードスクエア(2トーマス～)
  - ハロルドのスカイパトロール

　　　ハロルドに乗って空を飛ぶ。ハンドルを回すと上昇、下降する。
- - フリンのがんばれ！！ファイヤートレーニング

　　　フリンに乗り、火を消す仕事をする。
- - ケビンのドタバタワーキング

　　　2014年3月19日デビュー。ケビン、ジャック、アルフィーとお仕事をする。